# ألبرت فرانكل (1848–1916)

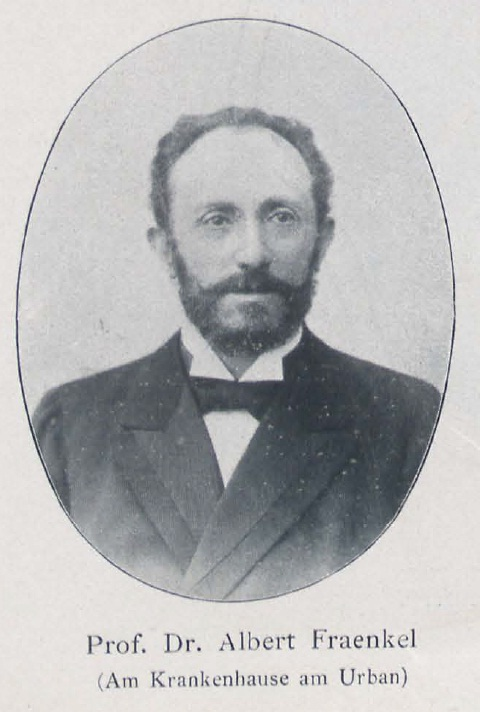
ألبرت فرانكل

ألبرت فرانكل هو طبيب ألمانيا ولد في 10 آذار 1848 في فرانكفورت الأودر وتوفي في 6 تموز 1916 في برلين.
درس المدرسة في مدينته الأم ثم درس الطبيب في جامعة برلين وتخرج منها طبيبا عام 1870. عمل مساعدا لأدولف كوسمال ولودفيش تراوبه وإرنست فيكتور فون ليدن في برلين ثم عمل محاضرا الجامعة في عام 1877. تركزت أبحاثه في الجامعة على أمراض الرئتين والقلب. حصل على لقب الأستاذ في عام 1884 وصار مديرا لقسم الطب في إحدى مستشفيات برلين.